# 七条院大納言
七条院大納言（しちじょういんのだいなごん、生没年不詳）は、鎌倉時代の女流歌人。
正三位権中納言三条実綱と三河内侍の間に生まれる。高倉天皇の典侍として出仕したとする説があるが、典侍であったのは姉妹であり、当人ではないと見られる。ただし、高倉院もしくは建礼門院等に仕えていた可能性が指摘されている。後に七条院藤原殖子の女房となる。歌才を評価されて後鳥羽院歌壇で歌合に参加し、『新古今和歌集』『新勅撰和歌集』に入集している。私家集は伝存しない。
『建礼門院右京大夫集』の一部伝本の奥書によれば、同書は作者自筆本から七条院大納言が筆写し、承明門院小宰相に伝えられたとされる。また同書によると、あるとき、建礼門院右京大夫が高倉天皇の笛の音をほめたところ、どうせ心にもないことを言っているのだろうと天皇に言われ、私ごときの気持ちなんか無にされるのかと悲しくなって、「さもこそはかずならずとも一すじに 心をさへもなきになすかな」とつぶやいた歌が、「大納言君と申しは 三條内大臣の御女ときこえし」人物から天皇の耳に入り、「笛竹のうきねをこそはおもひしれ 人のこゝろをなきにやはなす」と返歌をもらったという。
この三条公教の女の「大納言君」は七条院大納言と同一人物と考えられており、このことから祖父公教の養女として出仕し、建礼門院右京大夫と交流が深かったことが知られる。

## 作品

### 勅撰集
| 歌集名     | 作者名表記 | 歌数 | 歌集名       | 作者名表記   | 歌数 | 歌集名       | 作者名表記   | 歌数 |
| ---------- | ---------- | ---- | ------------ | ------------ | ---- | ------------ | ------------ | ---- |
| 千載和歌集 |            |      | 新古今和歌集 | 七条院大納言 | 3    | 新勅撰和歌集 | 七条院大納言 | 1    |

### 定数歌・歌合
| 名称       | 時期                     | 作者名表記 | 備考                      |
| ---------- | ------------------------ | ---------- | ------------------------- |
| 影供歌合   | 1203年（建仁3年）6月16日 | 女房大納言 | 負1持2                    |
| 春日社歌合 | 1204年（元久元年）       | 女房大納言 | 八条院高倉と番い勝1負1持1 |
| 元久詩歌合 | 1205年（元久2年）6月15日 | 大納言局   | 藤原頼範と番い勝2負1持1   |